# 팀 빌딩
팀빌딩(team building)은 조직이나 팀의 구성원들이 함께 참여하는 다양한 활동을 통해 팀워크, 소통, 협업 능력, 그리고 구성원 간의 관계를 강화하여 팀의 전체적인 성과 향상을 목표로 하는 과정이나 활동을 말한다.
전문적으로 구성원들을 몇개의 팀으로 나눠 구성하고 팀간에 승리를 위해 함께 고민하고 노력하게 하는 형태의 프로그램 등이 있다.
팀 빌딩은 사회적 관계를 강화하고 팀 내 역할을 정의하는 데 사용되는 다양한 유형의 활동을 총칭하는 용어로, 종종 공동 작업이 포함된다. 대인관계보다는 업무관리자, 학습 및 개발/OD, HR Business Partner가 결합되어 효율성 향상을 목적으로 하는 팀 교육과는 다르다.

## 팀빌딩의 목적
기업이 시간과 자원을 투자하여 팀빌딩 활동을 진행하는 것은 단순히 직원들에게 즐거운 시간을 제공하기 위함이 아니라, 조직의 성과 향상과 긍정적인 문화 조성에 기여하는 명확한 목표를 가지고 있다. 
팀워크 강화 및 협업 증진
팀원들이 공동의 목표를 달성하기 위해 서로의 강점을 파악하고 약점을 보완하며 역할을 분담하는 방법을 자연스럽게 익힌다.
협력적인 문제 해결 과정을 통해 팀 내 시너지를 극대화하고 업무 효율성을 제고한다.
소통 활성화 및 관계 개선
업무 환경의 딱딱함을 벗어나 비공식적이고 편안한 분위기에서 소통하며 서로를 더 깊이 이해하는 기회를 창출.
부서 간, 직급 간 장벽을 허물고 열린 소통 문화를 조성하며, 직원들 간의 신뢰와 친밀성을 높여 긍정적인 대인 관계를 형성.
조직 문화 개선 및 소속감 강화
긍정적이고 즐거운 단체 경험을 공유하며 팀과 조직에 대한 소속감 및 애착을 키운다.
서로 지지하고 격려하는 문화를 만들고, 조직의 비전과 가치를 공유하며 공동체 의식을 강화한다.
사기 진작 및 스트레스 해소
일상적인 업무에서 벗어나 새로운 환경에서 활동하며 스트레스를 해소하고 재충전하는 시간을 갖는다.
팀원들과 함께 성취감을 느끼며 개인의 업무 만족도와 조직에 대한 긍정적인 인식을 높여 사기를 진작시킨다.
문제 해결 능력 및 창의성 향상
팀 기반의 도전 과제를 해결하는 과정에서 다양한 아이디어를 모으고 협력적으로 문제에 접근하는 방법을 배우며, 창의적인 사고와 문제 해결 능력을 향상시킨다.
기업의 팀빌딩 활동은 구성원 간의 유대와 신뢰를 구축하고, 효과적인 소통 및 협업 체계를 마련함으로써, 조직의 건강성을 높이고 궁극적으로 생산성과 경쟁력 향상에 기여하는 필수적인 투자라고 할 수 있다.